# تپه حی آقا
تپه حی آقا مربوط به دوران‌های تاریخی پس از اسلام است و در شهرستان بیجار، بخش چنگ الماس، روستای جور وندی واقع شده و این اثر در تاریخ ۱۰ دی ۱۳۸۱ با شمارهٔ ثبت ۶۹۲۵ به‌عنوان یکی از آثار ملی ایران به ثبت رسیده است.